# Gierstädt
Gierstädt este o comună din landul Turingia, Germania.